# Mimosa fiebrigii
Mimosa fiebrigii là một loài thực vật có hoa trong họ Đậu. Loài này được Hassl. miêu tả khoa học đầu tiên.